# Doc uscat
Un doc uscat (denumit și bazin de radub) este o construcție hidrotehnică, de regulă, pe lângă șantierele navale, având forma unui bazin cu pereții din beton, piatră sau zidărie construiți în trepte, și cu porți etanșe sau ecluză, destinată andocării navelor pentru lucrări de reparații și întreținere a operei vii. 
După intrarea în bazin, apa se evacuează și nava se așează pe scaunele de calaj. În acest scop, docurile uscate sunt prevăzute cu instalații de evacuarea apei și cu postamente de piatră pe care se calează nava prin intermediul scaunelor de chilă și de gurnă. 